# 盤褶鮡
盤褶鮡，為輻鰭魚綱鯰形目鮡科的其中一種，為熱帶淡水魚類，分布於亞洲寮國中部湄公河流域，體長可達5.7公分，棲息在底層水域，生活習性不明。